# 菅沼駿哉
菅沼駿哉（1990年5月17日—），在日本大阪府豐中市是一位足球員，現效力標準流浪，位置後衛。曾代表日本U-21參加2010年土倫杯國際足球邀請賽，並取得日本U-21在該屆的唯一進球。

## 經歷
3歲時候受到兄長影響愛上了足球，進入豐中市的一所小學後，加入了該校足球隊，正式開始足球隊運動訓練。此後，駿哉加入了大阪飛腳少年隊，其後升格往大阪飛腳的青年隊，並於2009年被提升至大阪飛腳一隊。（同期被提升的還有宇佐美貴史和大塚翔平。
2010年2月24日，在亞冠盃分組賽第1場對水原三星的賽事中，首次正式代表大阪飛腳出賽。
2011年，賽季期間的8月，駿哉希望得到出場機會而被外借至J2球會熊本羅亞素半年。轉到熊本羅亞素後，在8月6日、J2第3周對岡山綠雉賽事中，首次在日職聯乙組出場。而在賽季後半部份的20場賽事中，駿哉有17次正選出場機會。球季完成後，駿哉離開熊本羅亞素。
2012年，磐田山葉借用駿哉，為期一年。。季初階段，駿哉並未得到太多出場的機會。直至球季中段，球隊受到傷兵太多影響，駿哉得到較多出場機會。到下半季，駿哉成為了磐田山葉不可或缺的一員。
2013年，磐田山葉正式從大阪飛腳簽入菅沼駿哉。
2024年8月23日，標準流浪正式簽入菅沼駿哉，將會穿起13號球衣。
2025年1月1日，他將轉戰孔敬聯。

## 個人戰歷
更新日期:2013年1月22日
| 年度   | 球隊       | 聯賽 | 球衣號碼 | 聯賽 | 聯賽 | 聯賽 | 聯賽 | 聯賽杯 | 聯賽杯 | 天皇杯 | 天皇杯 | 全年合計 | 全年合計 |
| 年度   | 球隊       | 聯賽 | 球衣號碼 | J1   | J1   | J2   | J2   | 聯賽杯 | 聯賽杯 | 天皇杯 | 天皇杯 | 全年合計 | 全年合計 |
| 年度   | 球隊       | 聯賽 | 球衣號碼 | 出場 | 得分 | 出場 | 得分 | 出場   | 得分   | 出場   | 得分   | 出場     | 得分     |
| ------ | ---------- | ---- | -------- | ---- | ---- | ---- | ---- | ------ | ------ | ------ | ------ | -------- | -------- |
| 2009年 | 大阪飛腳   | J1   | 28       | 0    | 0    | -    | -    | 0      | 0      | 0      | 0      | 0        | 0        |
| 2010年 | 大阪飛腳   | J1   | 28       | 0    | 0    | -    | -    | 0      | 0      | 1      | 0      | 1        | 0        |
| 2011年 | 大阪飛腳   | J1   | 28       | 0    | 0    | -    | -    | 0      | 0      | 0      | 0      | 0        | 0        |
| 2011年 | 熊本羅亞素 | J2   | 28       | -    | -    | 17   | 0    | -      | -      | 1      | 0      | 18       | 0        |
| 2012年 | 磐田山葉   | J1   | 22       | 21   | 1    | -    | -    | 6      | 0      | 3      | 0      | 30       | 1        |
| 2013年 | 磐田山葉   | J1   | 2        |      |      | -    | -    |        |        |        |        |          |          |
| 总数   | 总数       | 总数 | 总数     | 21   | 1    | 17   | 0    | 6      | 0      | 5      | 0      | 49       | 1        |

其他賽事
- 日本超級盃
  - 2010年: 出場1次0入球
- 亞洲冠軍聯賽
  - 2009年: 出場0次0入球
  - 2010年: 出場1次0入球
  - 2011年: 出場0次0入球

## 初次紀錄
- 首次正式出場 - 2010年2月24日 亞洲冠軍聯賽第1場 對水原三星 於 水原世界盃競技場
- 日職聯首次出場 - 2011年8月6日 J2第3節 對岡山綠雉 於 Kanko體育場（日语：岡山県総合グラウンド陸上競技場:）
- 日職聯首次入球 - 2012年8月18日 J1第22節 對大阪櫻花 於 山葉球場

## 獎項

### 球會
大阪飛腳青年隊
- 全日本球會青年杯(U-18)（日语：日本クラブユースサッカー選手権 (U-18)大会）：2次
  - 2006年（日语：第30回日本クラブユースサッカー選手権 (U-18)大会）、2007年（日语：第31回日本クラブユースサッカー選手権 (U-18)大会）
- 日職聯青年杯（日语：Jリーグユース選手権大会）：1次
  - 2008年（日语：第16回Jリーグユース選手権大会）

大阪飛腳
- 天皇杯：1次
  - 2009年（日语：第89回天皇杯全日本サッカー選手権大会）

## 代表歴
- U-17日本代表
- U-20日本代表
- U-21日本代表
  - 2010年 - 第38屆土倫盃
  - 2010年 - 2010年廣州亞運會
- U-23日本代表

## 備注
1. ↑  . 大阪飛腳 官方網站. 2011-08-02  [2012-01-07].[永久]
2. ↑  . 熊本羅亞素 官方網站. 2011-08-02  [2012-01-07]. （原始内容存档于2011-11-24）.
3. ↑  . 熊本羅亞素 官方網站. 2012-01-05  [2012-01-07]. （原始内容存档于2012-01-18）.
4. ↑  . 大阪飛腳 官方網站. 2012-01-07  [2012-01-07].[永久]
5. ↑  . 磐田山葉　官方網站. 2012-01-07  [2012-01-07]. （原始内容存档于2019-12-08）.
6. ↑  http://www.nikkansports.com/soccer/news/p-sc-tp1-20121216-1060442.html （页面存档备份，存于） 磐田簽入了宮崎和菅沼] 日刊スポーツ 2012.12.16 新聞
7. ↑  http://www.jubilo-iwata.co.jp/newslist/detail/?nw_seq=2979 （页面存档备份，存于） 菅沼駿哉從大阪飛腳加入磐田山葉 磐田山葉 官方網站 2013.1.